# پاییز در قلبم
پاییز در قلبم (کره‌ای: 가을동화; لاتین‌نویسی اصلاح‌شده: Gaeuldonghwa) یک مجموعه تلویزیونی محصول کره جنوبی در سال ۲۰۰۰ با بازی سونگ سونگ هون، سونگ هه کیو و وون بین است. این مجموعه به کارگردانی یون سوک هو است و از ۱۸ سپتامبر تا ۷ نوامبر ۲۰۰۰، دوشنبه و سه‌شنبه‌ها ساعت ۲۱:۵۵ (کی‌اس‌تی) از کی‌بی‌اس۲ برای ۱۶ قسمت پخش شد.
این مجموعه در کره جنوبی بسیار موفق بود و به میانگین بینندگان ۳۸٫۶٪ و بالاترین درصد بینندگان ۴۶٫۱٪ دست یافت. این مجموعه پیشگام مجموعه‌های ملودرام کره‌ای به حساب می‌آید، و تب جهانی را راه‌اندازی می‌کند که «موج کره‌ای» نامیده می‌شود. پس از موفقیت این مجموعه، تورهایی در مکان‌های کره که مرتبط با این مجموعه بودند، توسعه پیدا کرد.

## بازیگران

### اصلی
- سونگ سونگ هون در نقش یون جون سو
  - چوی وو هیوک در نقش جوانی جون سو
- سونگ هه کیو در نقش یون/چوی اون سو
  - مون گون یونگ در نقش جوانی اون سو
- وون بین در نقش هان ته سوک